# Igüeña
Igüeña település Spanyolországban, León tartományban. Lakosainak száma 1049 fő (2024).

## Földrajza
Igüeña Torre del Bierzo, Folgoso de la Ribera, Noceda del Bierzo, Toreno, Páramo del Sil, Palacios del Sil, Murias de Paredes, Riello, Valdesamario és Villagatón községekkel határos.

## Népesség
A település lakosságának változását az alábbi diagram mutatja:
| Lakosok száma | 1926 | 1702 | 1500 | 1438 | 1356 | 1298 | 1190 | 1145 | 1108 | 1049 |
|               | 2001 | 2004 | 2007 | 2009 | 2012 | 2014 | 2017 | 2019 | 2022 | 2024 |